# Lecanora galactiniza
Lecanora galactiniza är en lavart som beskrevs av Nyl. Lecanora galactiniza ingår i släktet Lecanora och familjen Lecanoraceae.   Inga underarter finns listade i Catalogue of Life.